# Gestione del prodotto
In economia aziendale la gestione del prodotto (in inglese: product management) è una funzione organizzativa del ciclo di vita dei prodotti: dalla pianificazione, alla previsione, dalla produzione al marketing. La gestione del ciclo di vita del prodotto (PLM) integra risorse umane, dati, processi e sistemi business. Fornisce informazioni sul prodotto per le aziende e la loro catena di rifornimenti.